# Сондисвела
Сондисвела (груз. სონდისველა) — село в Грузии, на территории Душетского муниципалитета края (мхаре) Мцхета-Мтианети.

## География
Село находится в северо-восточной части Грузии, на берегах реки Хорхулы, на расстоянии приблизительно 12 километров (по прямой) к северо-востоку от города Душети, административного центра муниципалитета. Абсолютная высота — 978 метров над уровнем моря.

## Население
По результатам официальной переписи населения 2014 года в Сондисвелt проживало 16 человек (8 мужчин и 8 женщин). В национальной структуре населения грузины составляли 100 %.
| Год  | Население, человек |
| ---- | ------------------ |
| 2002 | 50                 |
| 2014 | ↘ 16               |